# مهر ۱۳۸۵

## یک‌شنبه: ۳۰ مهر ۱۳۸۵
- کنسرت موسیقی ایرانی

نخستین کنسرت گروه‌های موسیقی زیرزمینی ایران با نام جشنواره میان‌کهکشانی موسیقی ایرانی در شهر زندام هلند برگزار گردید.
- رشد جمعیت و رئیس‌جمهور ایران

محمود احمدی‌نژاد، رئیس‌جمهور ایران از افزایش جمعیت ایران به صد و بیست میلیون نفر دفاع کرد. 

## جمعه: ۲۱ مهر ۱۳۸۵
- روز قدس

در ایران تظاهراتی دولتی علیه آمریکا و اسرائیل و در دفاع از مردم فلسطین و آزادی قدس برگزار شد. 
- تأیید محدودیت اینترنت پرسرعت برای کاربران تجاری و خانگی توسط وزیر ارتباطات: «ممکن است محدودیت پهنای باند بالاتر از ۱۲۸ کیلوبیت بر ثانیه مقطعی نباشد.» [۴]

## دوشنبه: ۱۷ مهر ۱۳۸۵
- آزمایش اتمی کره شمالی

کره شمالی مدعی انجام موفقیت‌آمیز یک آزمایش انفجار اتمی شد.

## یک‌شنبه: ۱۶ مهر ۱۳۸۵
- بازداشت روحانی ایرانی

سید محمد کاظمینی بروجردی دستگیر شد.

## بایگانی
1. ↑  «نسخه آرشیو شده». بایگانی‌شده از اصلی در ۶ دسامبر ۲۰۰۶. دریافت‌شده در ۲۳ اکتبر ۲۰۰۶.
2. ↑  [پیوند مرده]
3. ↑  [پیوند مرده]